# Segnitita
La segnitita es un arseniato de plomo y hierro con hidroxilos. Se la describió como una nueva especie mineral a partir de ejemplares descubiertos en la explotación a cielo abierto de Kintore, en la mina de  Broken Hill South, Broken Hill, Nueva Gales del Sur, Australia. El nombre es un homenaje a Edgar Ralph Segnit (1923-1999), que trabajó como geólogo y gemólogo en el CSIRO,  Melbourne (Australia).

## Propiedades físicas y químicas
La segnitita forma una serie con la beudantita, substituyendo el grupo (AsO3OH) por un grupo (SO4). Además de los elementos presentes en la fórmula, puede contener también cantidades pequeñas de antomonio, cobre y zinc substituyendo al hierro. Estructuralmente es el análogo con arseniato de la kintoreíta. Se presenta casi siempre como microcristales de color marrón anaranjado, amarillento o verdoso, con morfología romboédrica. El romboedro más habitual es el agudo, aunque tambieán es frecuente el que tiene los ángulos próximos a 90°, lo que da a los cristales aspecto de cubos. Se enceintran también cristales con desarrollo tabular o incluso laminar.

## Yacimientos
La segnitita es un arseniato relativamente frecuente, conociéndose en más de un centenar de localidades. Además de en la localidad tipo, se han  encontardo ejemplares interesantes en las minas de Alto das Quelhas do Gestoso, São Pedro do Sul, (Viseu) Portugal. En España se ha encontrado en varias localidades, entre ellas el grupo minero San Nicolás, en Valle de la Serena (Badajoz), La mina La Sultana, en Gomesende (Orense) y las minas María Josefa y Sol, en Rodalquilar (Almería) y la mina Cuba Española, en Pechina (Almería).